# Wudil
Wudil est une zone de gouvernement local de l'État de Kano au Nigeria,.